# نان مقدس
نان مقدس یک فیلم مستند به نویسندگی و کارگردانی رحیم ذبیحی و تهیه‌کنندگی تورج اصلانی، محصول سال ۱۳۹۹ است. این فیلم به وضعیت کولبران در کردستان ایران پرداخته‌است.

## حضور در جشنواره‌ها و جوایز
- این فیلم در آبان ۱۳۹۹ به بخش مسابقه سی و سومین دورهٔ جشنواره بین‌المللی فیلم مستند آمستردام «ایدفا» در کشور هلند راه پیدا کرد.[۲]
- نان مقدس در هجدهمین دوره جشنواره بین‌المللی فیلم مستند «بیگ اسکای» در کشور آمریکا «به عنوان یکی از رویدادهای مهم و سالانه سینمای مستند در جهان»، به نمایش درآمد و نام این اثر، در میان ۱۰ کاندید نهایی این جشنواره مورد تأیید آکادمی اسکار قرار داشت.[۳]
- این فیلم به بخش مسابقه «ویترین جهان» در بیست و هفتمین دوره جشنواره بین‌المللی فیلم مستند «هات داکس» کانادا راه پیدا کرد.[۴]
- این مستند به بخش مسابقه اصلی شصت و نهمین دوره جشنواره بین‌المللی فیلم «ترنتو» در کشور ایتالیا راه یافت.[۵]
- نان مقدس در فروردین ۱۴۰۰ جایزه ویژه هیئت داوران «جوان» بخش مسابقه ششمین جشنواره بین‌المللی فیلم‌های کوهستانی «اولجو» در کره جنوبی را دریافت کرد.[۶]
- این فیلم در اردیبهشت ۱۴۰۰ جایزه بزرگ «مهمت آکسوی» در جشنواره جهانی فیلم کُردی لندن را گرفت.[۱]
- جایزه طلایی سه هزار یورویی بهترین فیلم دربارهٔ کوهستان Golden Gentian شامل «زندگی در کوهستان و مردم در کوهستان» از شصت و نهمین جشنواره بین‌المللی فیلم «ترنتو» ایتالیا[۷]
- جایزه ۵۰۰ یورویی از طرف انجمن صلح و حقوق بشر استان ترنتو، در شصت و نهمین جشنواره بین‌المللی فیلم «ترنتو» ایتالیا[۷]